# La coppia quasi perfetta
La coppia quasi perfetta (The One) è una serie televisiva britannica di fantascienza ideata da Howard Overman e distribuita da Netflix a partire dal 12 marzo 2021. La seconda stagione è prevista per il 2024. 
La serie TV si basa sul libro omonimo di John Marrs pubblicato nel 2018.

## Trama
Rebecca Webb assieme al collega scienziato James sviluppa un servizio di abbinamento tra coppie. Ogni persona nel mondo ha un'anima gemella che viene individuata grazie al DNA. L'impresa di cui Rebecca è CEO, decolla e ottiene successo in tutto il mondo, arrivando ad abbinare 10 milioni di persone. Quando però nel Tamigi compare un cadavere, nulla è più come prima.

## Episodi
| Stagione       | Episodi | Pubblicazione UK | Pubblicazione Italia |
| -------------- | ------- | ---------------- | -------------------- |
| Prima stagione | 8       | 2021             | 2021                 |

## Personaggi e interpreti

### Personaggi principali
- Rebecca Webb (stagione 1), interpretata da Hannah Ware, doppiata da Federica De Bortoli.
- James Whiting (stagione 1), interpretato da Dimitri Leonidas, doppiato da Massimo Triggiani.
- Ben Naser (stagione 1), interpretato da Amir El-Masry, doppiato da Andrea Lopez.
- Connor Martin (stagione 1), interpretato da Diarmaid Murtagh, doppiato da Metello Mori.
- Kate Saunders (stagione 1), interpretata da Zoë Tapper, doppiata da Francesca Manicone.
- Damien Brown (stagione 1), interpretato da Stephen Campbell Moore, doppiato da Simone D'Andrea.
- Mark Bailey (stagione 1), interpretato da Eric Kofi-Abrefa, doppiato da Gabriele Lopez.
- Hannah Bailey (stagione 1), interpretata da Lois Chimimba, doppiata da Valentina Favazza.
- Sophia Rodriguez (stagione 1), interpretata da Jana Pérez, doppiata da Domitilla D'Amico.
- Matheus Silva (stagione 1), interpretato da Albano Jeronimo, doppiato da Stefano Crescentini.
- Megan Chapman (stagione 1), interpretata da Pallavi Sharda, doppiata da Lavinia Paladino.

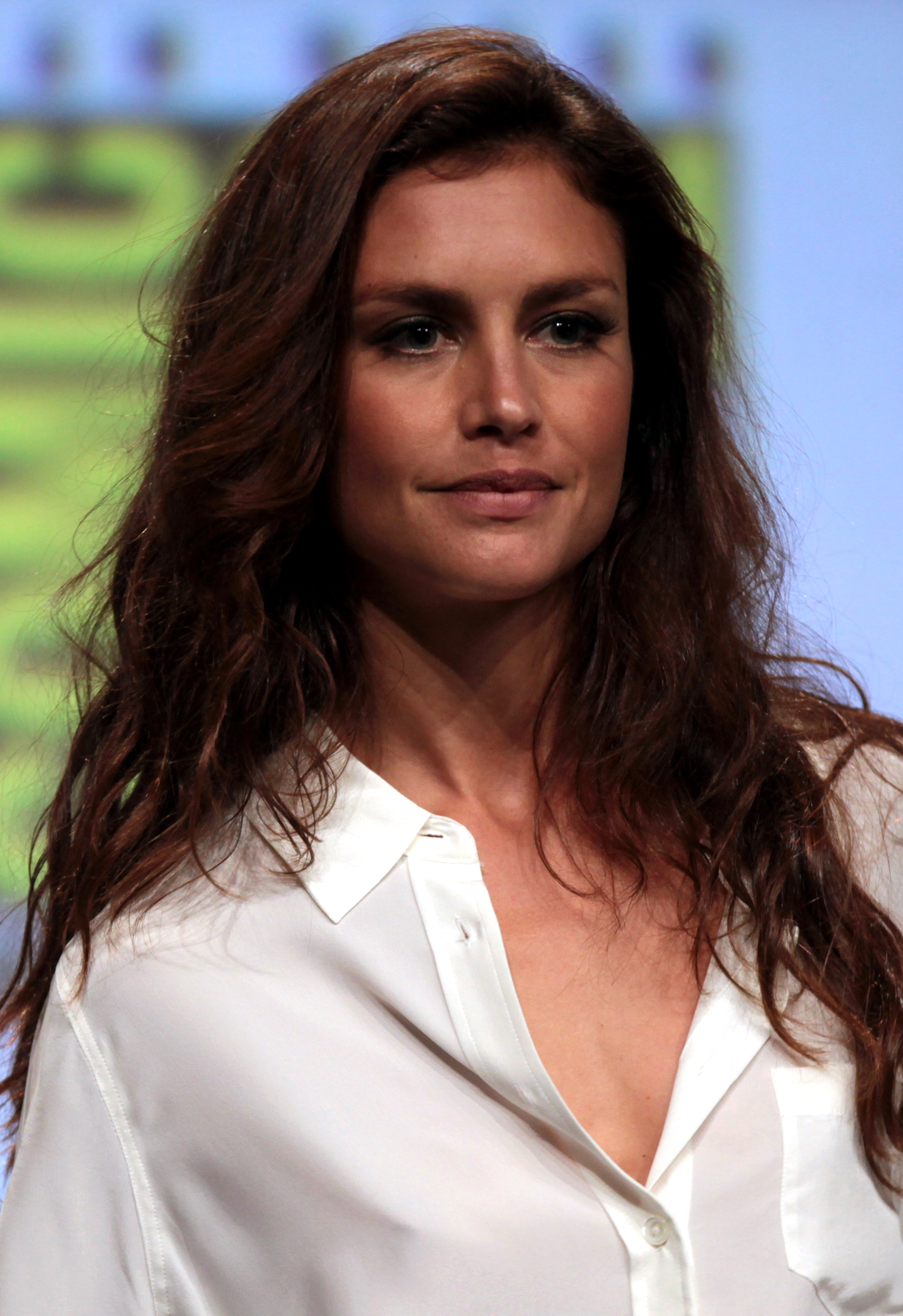
Hannah Ware interpreta Rebecca Webb
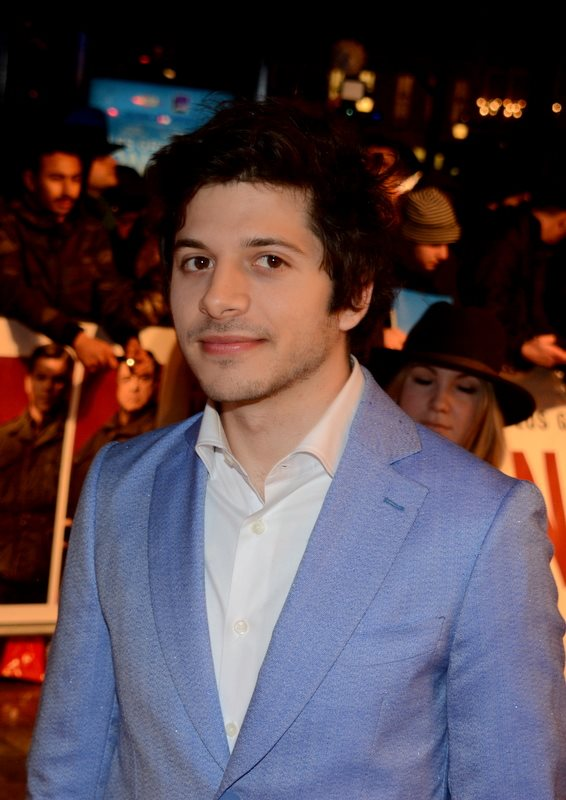
Dimitri Leonidas interpreta James Whitng
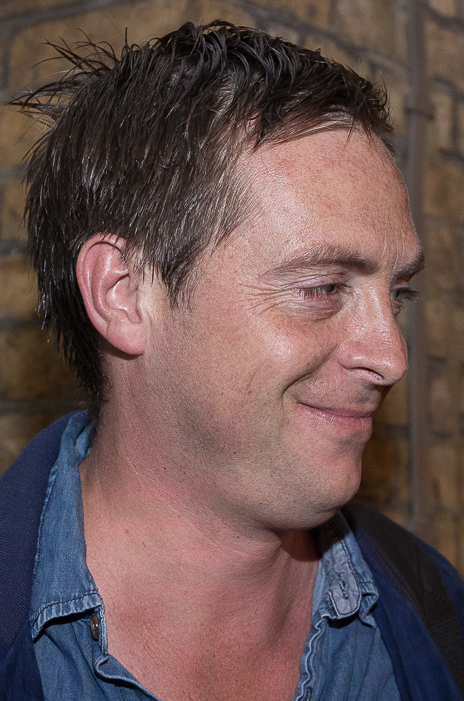
Stephen Campbell Moore interpreta Damien Brown
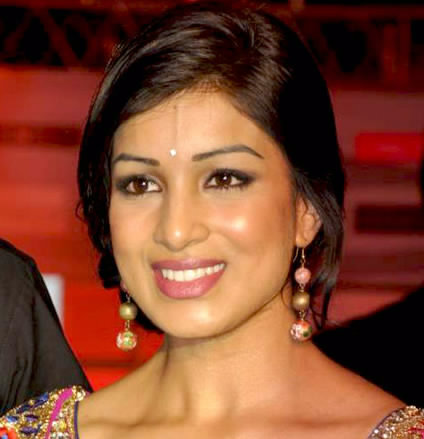
Pallavi Sharda interpreta Megan Chapman

### Personaggi ricorrenti
- Nick Gedny (stagione 1), interpretato da Gregg Chillin, doppiato da Ruggero Andreozzi.
- Ethan (stagione 1), interpretato da Wilf Scolding, doppiato da Stefano Dori.
- Charlotte Driscoll (stagione 1), interpretata da Simone Kirby, doppiata da Eleonora Reti.
- Sebastian Rodriguez (stagione 1), interpretato da Eduardo Lloveras, doppiato da Emiliano Coltorti.
- Fabio Silva (stagione 1), interpretato da Miguel Amorim, doppiato da Alessandro Capra.
- David Cooper (stagione 1), interpretato da Paul Brennen, doppiato da Nicola Barile.

## Produzione
Il 15 novembre 2018, è stato annunciato che Netflix avrebbe dato il via alla produzione per una serie televisiva composta da otto episodi. La serie è stata creata da Howard Overman.